# Procladius signatus
Procladius signatus är en tvåvingeart som först beskrevs av Zetterstedt 1850.  Procladius signatus ingår i släktet Procladius och familjen fjädermyggor. Arten är reproducerande i Sverige. Inga underarter finns listade i Catalogue of Life.